# Stipo Pilić
Stipo Pilić (1960.) je hrvatski povjesničar i suosnivač Hrvatske družbe povjesničara "Dr. Rudolf Horvat". 

## Životopis
Bio je bio polaznik studija povijesti i geografije na Filozofskom i Prirodoslovno-matematičkom fakultetu u Zagrebu na kojemu je diplomirao 1984. godine. Poslije završenog studija regulira vojnu obvezu, a 1985. se zapošljava u osnovnoj školi u gradu Rabu na istoimenom otoku. U veljači 1986. zapošljava se u osnovnoj školi kralja Tomislava (tada Bratstvo – jedinstvo) u Zagrebu, gdje i danas radi. Odgojio je brojne generacije učenika na Trešnjevki, a tijekom rada je sudjelovao na gotovo svim županijskim i dva državna natjecanja iz geografije i povijesti.
Tijekom stvaranja Republike Hrvatske 1990. aktivno radi na obrani države u nastajanju, radeći i prateći stvaranje hrvatskih obrambenih snaga. Tijekom ljeta 1991. pomaže u radu policijskih i vojnih postrojbi, a u jesen te godine uključuje se i službeno u postrojbe Narodne zaštite grada Zagreba. Od prosinca 1991. do veljače 1992. pripadnik je 101. brigade Zbora narodne garde (Črnomerec), a od veljače do listopada te godine pripadnik je 124. Vukovarske brigade. Kao hrvatski bojovnik prošao je cijelu bojišnicu u Istočnoj Hrvatskoj – Operativna grupa Osijek i Vukovar – Vinkovci. Poslije demobilizacije određeno vrijeme tijekom 1993. i 1994. radi na zbrinjavanju prognanika iz Bosne i Hercegovine. U kolovozu 1995. sudjeluje u Vojno-redarstvenoj operaciji Oluja na Banovini, u području između Petrinje, Gline i Topuskog. Poslije toga posvetio se obitelji i izgradnji doma.
Godine 2005. vraća se povijesnim istraživanjima i u skladu s tim istražuje Domovinski rat, posebno sporna područja: Istočna Hrvatska, Banovina, Kordun, Lika, Dalmacija, Bosna, Hercegovina. Tijekom tih istraživanja upoznaje se s povjesničarkom Blankom Matković, koja se tada  bavila temama iz Drugoga svjetskog rata i poraća i to s naglaskom na prešućene žrtve toga rata. U ožujku 2008. zajedno osnivaju udrugu Hrvatska družba povjesničara “Dr. Rudolf Horvat” u cilju prezentiranja raznih radova s povijesnom tematikom. U udruzi je dugi niz godina obnašao dužnost tajnika, a od početka 2018. obnaša dužnost dopredsjednika.
Od 2008. do 2011. zajedno s Blankom Matković radi na projektu Hrvatskoga državnog arhiva i DORH-a. Od 2009. do danas objavio je nekoliko znanstvenih članaka i knjiga, u suautorstvu i samostalno. Među njegovim prvim radovima bila je knjiga o žrtvama Drugoga svjetskog rata, poraća i Domovinskog rata na području župa oko Jajca. Osim toga, zajedno s Blankom Matković priredio je veći dio dokumenata koji je objavljen u zbirci dokumenata Hrvatskog instituta za povijest Partizanska i komunistička represija i zločini u Hrvatskoj 1944. – 46., Dokumenti Dalmacija. Među znanstvenim radovima koji su izazvali najveću pozornost znanstvene i pučke javnosti bio je onaj u koautorstvu s Blankom Matković koji je pod naslovom Poslijeratni zarobljenički logor Jasenovac prema svjedočanstvima i novim arhivskim izvorima objavljen u Radovima Zavoda za povijesne znanosti HAZU-a u Zadru u broju 56. Recenzent je i pisac predgovora i pogovora nekoliko knjiga te član Uredničkoga vijeća časopisa Zbornik Janković koji izlazi u Daruvaru.
Istupao je u javnosti u gotovo svim medijima, od manjih web portala do Večernjeg lista i tjednika Globus. Dugi niz godina istražuje zbivanja, osobito stradanja žrtava u Drugom svjetskom ratu i poraću. Sudjelovao je u istraživanju grobišta žrtava poslijeratnih komunističkih likvidacija u Zagrebu, Maclju i ostalim mjestima Križnoga puta. Trenutačno završava knjigu o prvom šefu Obavještajne službe NDH-a Vladimiru Singeru o kojemu je dana 6. ožujka 2019. izalagao na simpoziju o Holokaustu koji se pod nazivom "Stvari koje nismo smjeli reći" održao na Filozofskom fakultetu u Osijeku. Video snimka spomenutog izlaganja je dostupna na YouTube.
Koautor knjige Jasenovac i poslijeratni jasenovački logori, Geostrateška točka velikosrpske politike i propagandni pokretač njezina širenja prema zapadu  koju je napisao zajedno s Blankom Matković i koju je predstavio u 208. emisiji "Pogled s čuke".
Trenutačno radi u Osnovnoj školi kralja Tomislava kao profesor povijesti i geografije.

## Djela

### Knjige
- Žrtve Drugoga svjetskoga rata, poraća i Domovinskog rata na području župa Dobretići, Jajce, Korićani, Ključ, Liskovica, Podmilačje i Varacar Vakuf – Mrkonjić Grad , Nova Bila, 2009. (priredili Tubanović I., Pilić S., Aščić I., Blažević M., Crnoja M., Žunić Z., Bungić B.)
- Partizanska i komunistička represija i zločini u Hrvatskoj, Dokumenti, Dalmacija, 2011. (priredili Geiger V., Rupić M., Matković B., Pilić S. i drugi)
- Jasenovac i poslijeratni jasenovački logori, Geostrateška točka velikosrpske politike i propagandni pokretač njezina širenja prema zapadu, 2021. (koautorica Blanka Matković)

### Znanstveni radovi
- Pilić S., Matković B. (2011.) Borbe za Travnik u listopadu 1944., Bosna Franciscana, Franjevačka teologija, Sarajevo, No.35, str. 133-172.
- Pilić S., Matković B. (2012.) Bitka za Odžak: Rat je završio dvadeset dana kasnije, Bosna Franciscana, Franjevačka teologija, Sarajevo, No.37, str. 109-138.
- Pilić S. (2013.) Korićani u Drugom svjetskom ratu – prešućena stradanja, zločini, žrtve i počinitelji, Bosna Franciscana, god. XXI, br. 39, str. 77-134.
- Pilić S., Matković B. (2014.) Poslijeratni zarobljenički logor Jasenovac prema svjedočanstvima i novim arhivskim izvorima, izvorni znanstveni rad, Radovi Zavoda za povijesne znanosti HAZU u Zadru, No. 56, str. 323-408.
- Pilić S. (2014.) Jasenovačka Posavina između dva svjetska rata, Tkalčić, 18, str. 101- 183.
- Pilić S. (2015.) Dr. Alfred Sindik – život i rad prvog specijalista epidemiologa Hrvatske sredinom 20. stoljeća, Acta medico-historica Adriatica, Zagreb, Vol. 13, (Suplement 1), str. 63-78.
- Pilić S. (2016.) Doseljavanje, razvoj, stradanje i nestajanje Židova i njihove najstarije obitelji iz Daruvara – Obitelj Gross u žrvnju dvaju totalitarizama, Zbornik Janković, Daruvar –  Ogranak Matice hrvatske u Daruvaru, str. 123-148.